# Франке, Герман
Герман Франке (нем. Hermann Franke; 14 мая 1878 — 30 марта 1956) — германский военачальник, генерал-лейтенант (1941), участник Первой и Второй мировых войн. 

## Биография
Поступил на военную службу в 1897 году, с 1899 года — лейтенант, с 1908 года — обер-лейтенант, с 1913 года — капитан, с марта 1914 года — офицер Генерального штаба.
Участвовал в Первой мировой войне, в 1914 году получил Железный крест обоих классов, заслужил также Рыцарский крест ордена Дома Гогенцоллернов, 22 марта 1918 года получил звание майора. 
После поражения — в рейхсвере, командовал пехотным батальоном, полком, был начальником штаба кавалерийской и пехотной дивизии. С 1924 года — подполковник, с 1927 года — полковник, 1 февраля 1931 года получил звание генерал-майора. 31 марта 1931 года вышел в отставку.
Мобилизован в вермахт накануне Второй мировой войны в августе 1939 года, в ноябре 1939 года некоторое время исполнял обязанности командира 152-й пехотной дивизии, с 1 декабря 1939 года — командир 162-й пехотной дивизии, участвовал во Французской кампании (1940). 
1 апреля 1941 года получил звание генерал-лейтенанта, в войне против СССР участвовал в Белостокско-Минском сражении в отражении советского контрудара под Гродно 24–25 июня 1941 года, затем действовал в резерве группы армий «Центр».
Осенью—зимой 1941 года участвовал в наступлении на Москву, сражался под Ржевом. 13 января 1942 года отстранён от командования дивизией и отчислен в резерв, 16 января 1942 года получил Немецкий крест в золоте. 30 июня 1942 года окончательно вышел в отставку.